# روبرت بي. ديكي
روبرت بي. ديكي هو سياسي كندي، ولد في 10 نوفمبر 1800 في أمهرست في كندا، وتوفي بنفس المكان في 14 يوليو 1903. نشط حزبياً في حزب كندا المحافظ. وقد انتخب عضو مجلس الشيوخ الكندي ‏ (23 أكتوبر 1867 – 14 يوليو 1903).